# Pluja gelant

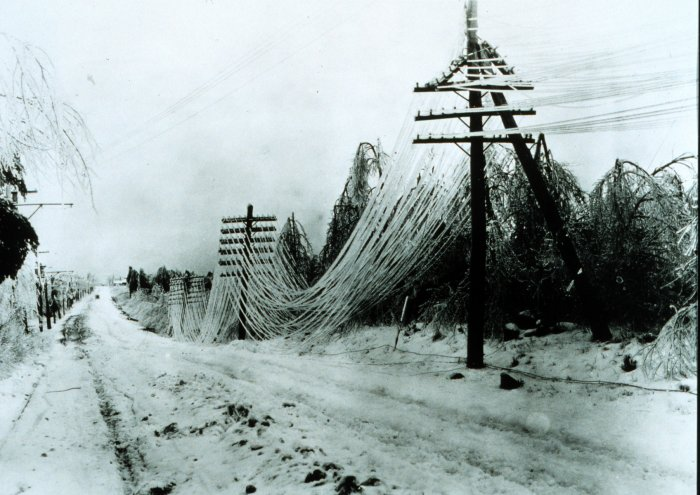
Efecte de la pluja gelant.

La pluja gelant és un fenomen meteorològic que passa quan impacta una gota d'aigua líquida (procedent d'una massa d'aire més càlid) en un objecte que es troba a la superfície i que està a una temperatura prou baixa que fa que es congeli. Es tracta, doncs, de precipitació en forma d'aigua líquida en subfusió (temperatura inferior a 0° C) que en contacte amb el terra es congela immediatament, o de pluja ordinària que cau sobre una superfície extraordinàriament freda que fa que també es congeli tan bon punt toca aquesta superfície. El resultat és sempre la formació d'una pel·lícula uniforme de glaç homogeni i transparent.
No s'ha de confondre amb altres fenòmens aparentment similars com l'aiguaneu o la boira gebradora. És una situació molt perillosa quan es condueixen vehicles, en els aeroports o per a les xarxes elèctriques, ja que el pes del glaç acumulat les pot destruir. És un fenomen poc corrent a la conca del Mediterrani però no és rar a Amèrica del Nord i en altres zones que presentin una inversió tèrmica acusada.

## Mecanisme

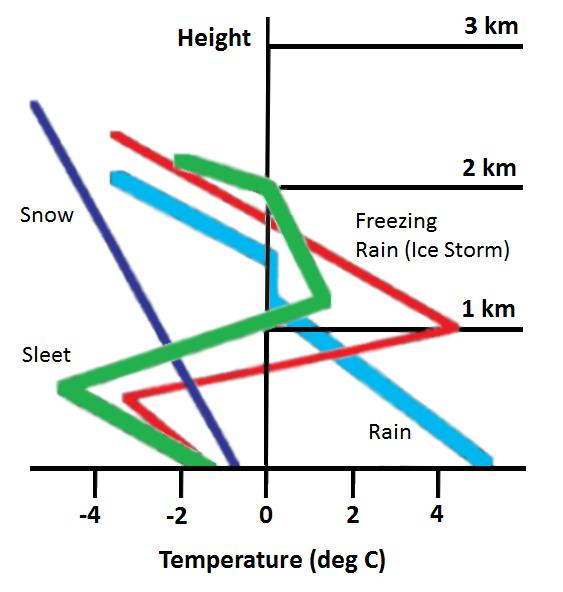
La línia vermella mostra com es forma la pluja gelant des que és neu i en travessar la capa càlida entra en estat de supercongelació

Bàsicament, el fenomen de pluja gelada es presenta en situacions amb molt d'aire fred en superfície i quan ensems hi arriba un front càlid que forma una capa d'aire calent. Si passa que, en aquestes circumstàncies, hi ha precipitació, aquesta comença en forma de neu, en travessar la capa càlida passa a ser pluja i a prop de la superfície passa a estar en estat de súper refredades (per tant gotes líquides tot i estar amb temperatures sota zero) i queden congelades sobre les superfícies dels objectes, l'asfalt per exemple, també trenca esteses elèctriques, arbres i és molt perillós en els aeroports. El glaç produït per la pluja gelant es pot acumular i fer una capa d'uns quants centímetres.